# Eco de luz

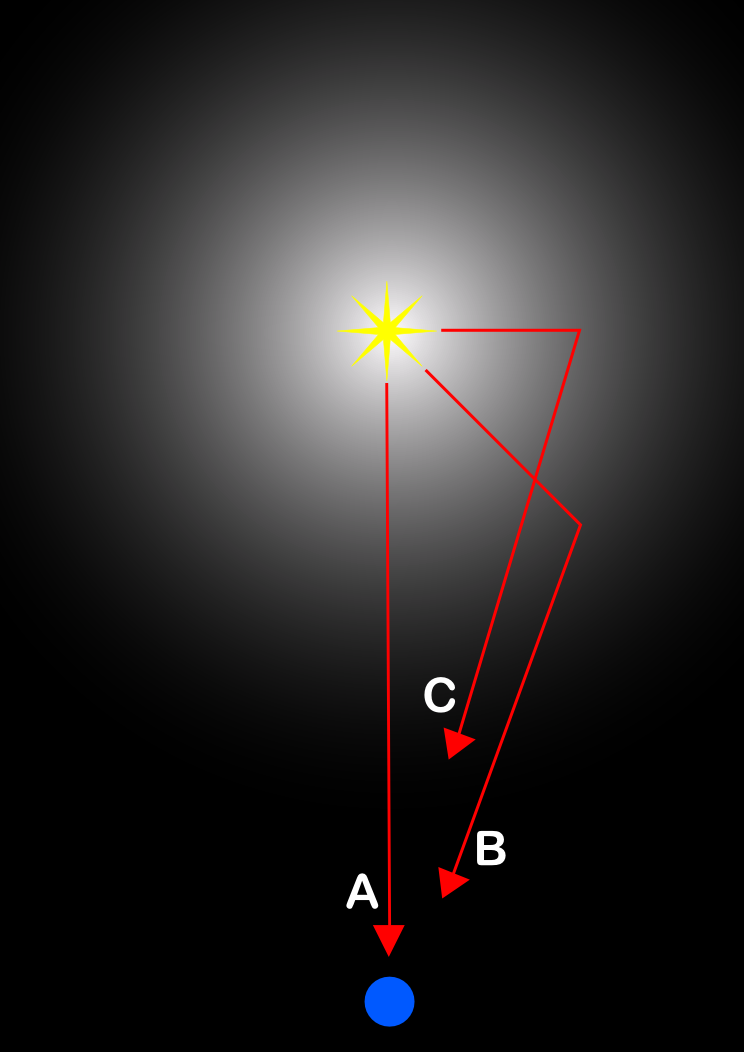
La luz reflejada que sigue el camino B llega a destino poco después que el destello directo que sigue el camino A y antes que la luz que recorre el camino C. Tanto B como C tienen la misma distancia aparente desde la estrella conforme a lo observable a partir de la Tierra.

Un eco de luz es un fenómeno observable en astronomía. De forma análoga al eco de un sonido, un eco de luz se produce al emitir un destello o estallido de luz repentino, tal como los que pueden contemplarse en las novas, se refleja en un medio y llega al observador algún tiempo después que el destello inicial. Debido a cuestiones geométricas, los ecos de luz pueden producir la ilusión de viajar a velocidades superlumínicas.

## Explicación
Los ecos de luz se producen cuando el destello inicial que parte de un objeto que incrementa su brillo súbitamente, como en el caso de una nova, se refleja en el polvo interestelar que se encuentra en el medio y que puede estar asociado o no con la fuente de luz. La luz del destello inicial alcanza al observador en primer lugar, mientras que la reflejada en el polvo u otros objetos situados entre la fuente y el observador comienza a llegar poco después. Puesto que esta luz ha viajado hacia adelante y alejándose de la estrella, provoca la ilusión de un eco que se expande más rápido que la velocidad de la luz.
En la ilustración de la derecha, la luz que avanza por el camino A es emitida por la fuente original y llega al observador primero; la luz que sigue el camino B se refleja en parte de la nube de gases que se encuentra en un punto entre la fuente y el observador; y la luz que recorre el camino C se refleja en parte de la nube de gases perpendicular al camino directo. Pese a que para el observador la luz que recorre los caminos B y C parecería provenir del mismo punto, B en realidad se halla mucho más cerca. Como resultado, el observador cree que el eco se expande a una velocidad mayor que la de la luz.

## Ejemplos

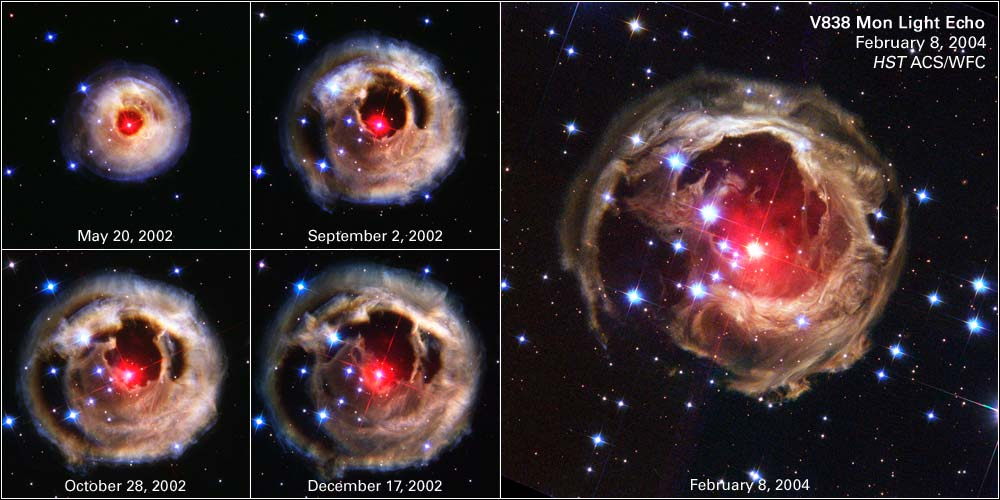
Imágenes de la expansión del eco de luz de V838 Monocerotis. NASA/ESA.

En 2002, el telescopio espacial Hubble pudo registrar el importante estallido que sufrió la estrella variable V838 Monocerotis. El mismo resultó sorprendente a los observadores puesto que el objeto parecía expandirse a una velocidad que superaba en extremo la velocidad de la luz al tiempo que crecía de un tamaño visual aparente de 4 a 7 años luz en unos pocos meses. La expansión del eco de luz aún se mantiene y se espera que continúe hasta 2010.
Los ecos de luz fueron utilizados para determinar con precisión la distancia de la estrella variable Cefeida RS Puppis, según un anuncio realizado a comienzos de 2008.
Estos fenómenos han podido observarse en relación con SN 1993J y SN 1987A, las supernovas más cercanas descubiertas en tiempos modernos. El primer registro de un eco de luz se efectuó en 1936, aunque aquel evento no se estudió en detalle.